# Odbudowa Kalisza

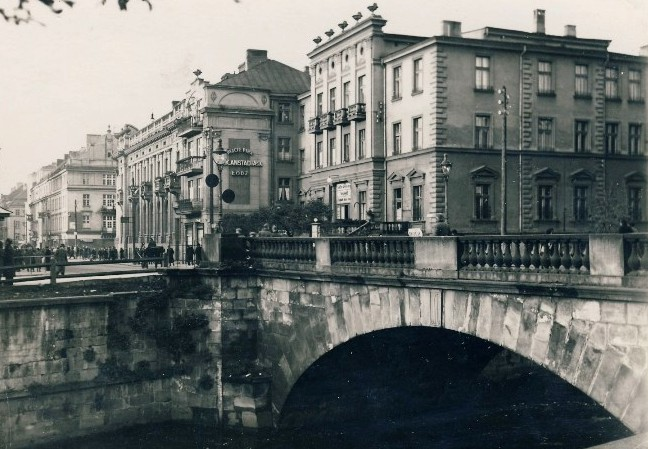
Most Kamienny, pałac Weigtów i Bank Handlowy (przed 1939)

Odbudowa Kalisza – odbudowa Kalisza prowadzona w dwudziestoleciu międzywojennym po zburzeniu miasta przez wojska niemieckie w czasie I wojny światowej.
Komitet Odbudowy Kalisza powstał pod koniec 1914 w Warszawie z inicjatywy Kazimierza Rymarkiewicza. 3 grudnia 1915 Koło Architektów w Warszawie ogłosiło konkurs architektoniczny na sporządzenie planu regulacyjnego oraz opracowanie planów odbudowy Kalisza.
Prace przy odbudowie rozpoczęły się w grudniu 1918. W ramach odbudowy w latach 1918–1939 oddano do użytku 6800 mieszkań (z czego 6405 odbudowane przez osoby prywatne) oraz liczne gmachy instytucji publicznych, jak np. elektrownia miejska (1922), ratusz (1920–1925), budynek Banku Polskiego (1926), stadion (1927), teatr (1936) i wiele innych. Koszty odbudowy, poza środkami mieszkańców, pokrywano z subwencji rządowych oraz kredytów ministerialnych.
Najważniejsze budynki użyteczności publicznej zaprojektowali wybitni polscy architekci, m.in. Władysław Borawski (szpital okręgowy), Marian Lalewicz (oddział banku centralnego), Czesław Przybylski (teatr miejski), Julian Puterman-Sadłowski (poczta główna), Stefan Szyller (ratusz). W pracach nad odbudową brało udział również około 30 miejscowych architektów, m.in. Albert Nestrypke i Sylwester Pajzderski.